# Kaisergebirge
Das Kaisergebirge ist eine Gebirgsgruppe der Nördlichen Kalkalpen in den Ostalpen. Es befindet sich in Österreich im Bundesland Tirol zwischen Kufstein und St. Johann in Tirol. Das Kaisergebirge besteht aus zwei markanten Gebirgszügen, dem Wilden Kaiser und dem Zahmen Kaiser mit dem südöstlich vorgelagerten Niederkaiser. Es zählt zu den bekanntesten Gebirgsgruppen der Ostalpen und hat sowohl für Kletterer und Bergsteiger als auch für Wanderer eine große Bedeutung. Der größte Teil des Kaisergebirges ist Naturschutzgebiet und weder durch Straßen noch durch Seilbahnen erschlossen.

## Geographie

### Lage
Das Kaisergebirge liegt in Tirol in Österreich nahe der Grenze zu Deutschland. Es liegt etwa 25 km südlich von Rosenheim und 50 km westlich von Salzburg. Es erstreckt sich von Kufstein  im Westen bis St. Johann in Tirol im Osten. Sowohl der Zahme Kaiser wie auch der Wilde Kaiser erstrecken sich ungefähr von West nach Ost, wobei der Zahme Kaiser im Norden des Wilden Kaisers liegt. Der Niederkaiser befindet sich nördlich von St. Johann südöstlich des Wilden Kaisers.
Im Westen wird das Gebirge entlang des Inntals und den Ortschaften Kufstein und Kiefersfelden (Deutschland) begrenzt. Hier kommt das Gebirge Deutschland besonders nahe. Im Südwesten verläuft die Grenze entlang der B173, im Süden bildet die B178 und mit den Ortschaften Ellmau und St. Johann in Tirol die Grenze. Von St. Johann nordwärts wird das Gebirge entlang der B176 bis Kössen begrenzt. Die B172 über den Walchsee bis Ebbs bildet die nördliche Grenze. Hier entlang der B172 liegt die deutsche Grenze nur ca. 5 km entfernt.
Die wesentlichen Talorte sind Kufstein, Ebbs, Niederndorf, Oberaudorf, Kiefersfelden, Walchsee, Kössen, Schwendt, Kirchdorf in Tirol, St. Johann in Tirol, Going, Ellmau, Scheffau, Söll, Schwoich.
Das Kaisergebirge grenzt an die folgenden anderen Gebirgsgruppen der Alpen:
- Chiemgauer Alpen (im Norden)
- Loferer Steinberge (im Osten)
- Kitzbüheler Alpen (im Süden)
- Brandenberger Alpen (im Südwesten)
- Bayerische Voralpen/Mangfallgebirge (im Nordwesten)

### Beschreibung
Das Kaisergebirge gliedert sich in den überwiegend aus blankem Kalkfels bestehenden Wilden Kaiser sowie den davon nordseitig gelegenen und südseitig überwiegend mit Bergkiefern (Latschen) bewachsenen Zahmen Kaiser. Beide Bergketten sind durch das 1580 m hohe Stripsenjoch miteinander verbunden und werden im Westen durch das Kaisertal, im Osten durch das Kaiserbachtal voneinander getrennt. Im Südosten wird das Kaisergebirge durch den deutlich niedrigeren und alpinistisch weniger bedeutenden Niederkaiser, welcher dem östlichen Teil des Wilden Kaisers vorgelagert ist, abgeschlossen.
Insgesamt erstreckt sich das Kaisergebirge etwa 20 km in Ost-West-Richtung und etwa 14 km in Nord-Süd-Richtung. Dadurch ergibt sich eine Gesamtfläche von ca. 280 km². Der Zahme Kaiser überschreitet nur knapp die 2000-Meter-Grenze (Vordere Kesselschneid). Die höchste Erhebung des Wilden Kaisers ist die Ellmauer Halt im Gemeindegebiet von Ellmau mit 2344 m. Daneben gibt es rund vierzig weitere Gipfel, unter ihnen viele berühmte Kletterberge wie beispielsweise die Karlspitzen, das Totenkirchl, die Fleischbank, den Christaturm, den Predigtstuhl, die Goinger Halt, den Bauernpredigtstuhl, die Ackerlspitze, die Maukspitze, den Zettenkaiser, der Scheffauer, die Kopfkraxen, das Sonneck und die Kleine Halt.
In der Alpenvereinseinteilung der Ostalpen (AVE) liegt das Kaisergebirge in den Nördlichen Ostalpen und hat die Nummer 8. Die Grenze des Kaisergebirges läuft nach AVE von Jennbach, Achentaler Bach, Durchholzen, Walchsee, Weißenbach, Kössener Ache bis St. Johann in Tirol, Reitner Ache, Ellmau, Weißache, Glemmache, Inn von Kufstein bis zum Jennbach. Nach SOIUSA hat das Kaisergebirge die Nummer II/B-21.VI.

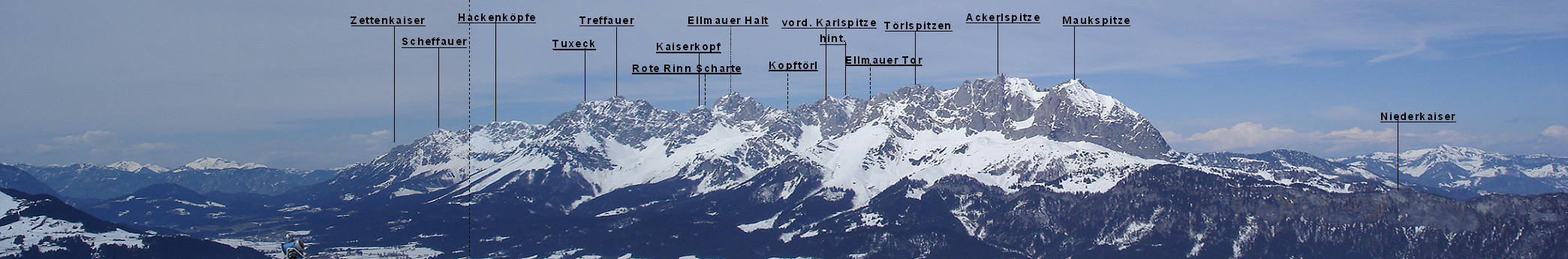
Kaisergebirge von Süden

### Gipfel und Übergänge im Wilden Kaiser

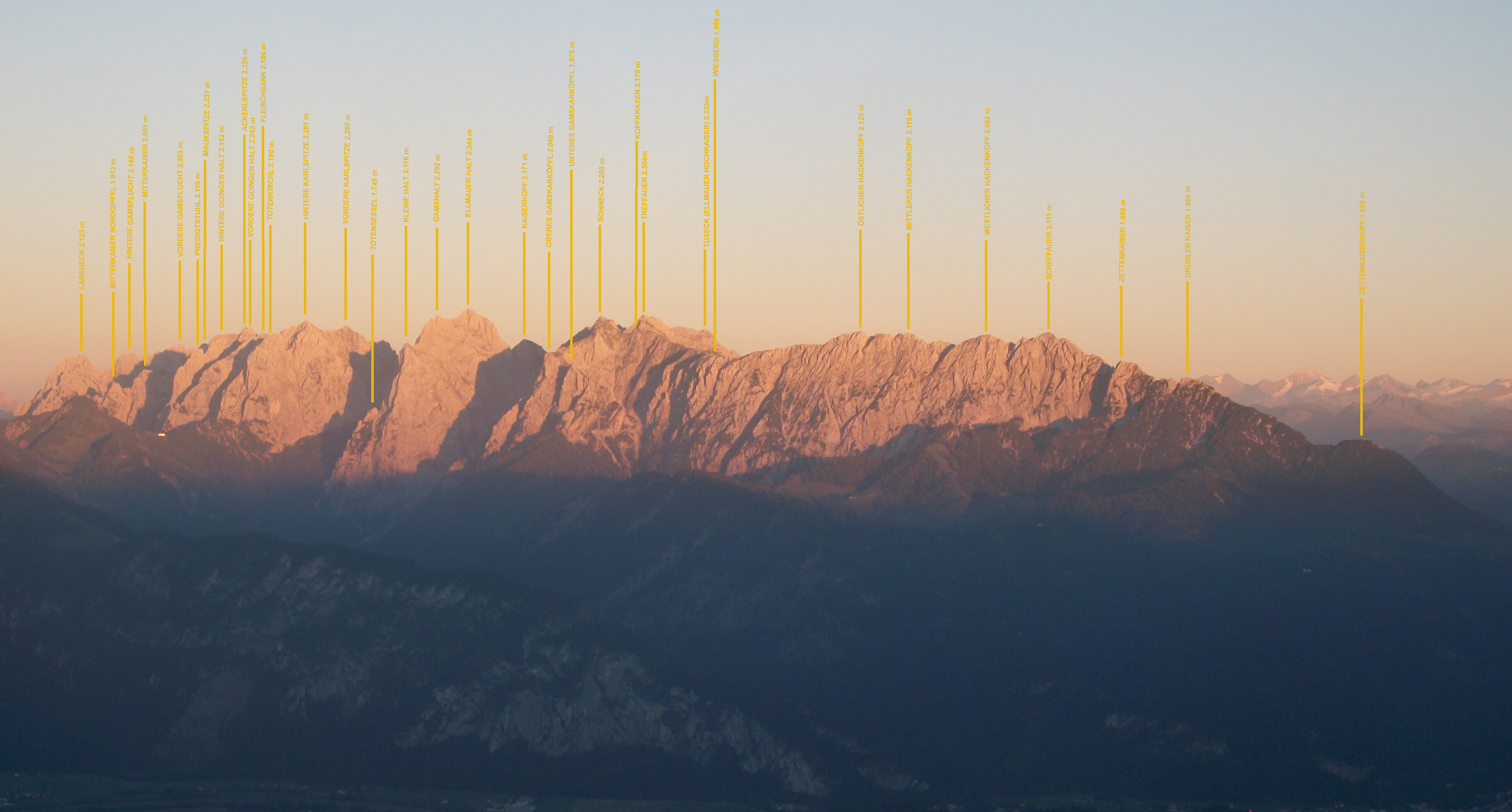
Panorama Wilder Kaiser

| - Ellmauer Halt (2344 m ü. A.) - Ackerlspitze (2329 m ü. A.) - Treffauer (2304 m ü. A.) - Gamshalt (2291 m ü. A.) - Hochgrubachspitzen (2284/2277 m ü. A.) - Karlspitzen (2283/2261 m ü. A.) - Sonneck (2260 m ü. A.) - Regalmspitze (2253 m ü. A.) - Goinger Halt (2242/2192 m ü. A.) - Maukspitze (2231 m ü. A.) - Tuxeck (2226 m ü. A.) - Törlspitzen (2227/2204/2201/2198/2191/2187/2173 m ü. A.) | - Gamsfluchten (2203/2140 m ü. A.) - Totenkirchl (2190 m ü. A.) - Fleischbank (2186 m ü. A.) - Kopfkraxen (2178 m ü. A.) - Christaturm (2170 m ü. A.) - Kaiserkopf (2164 m ü. A.) - Hackenköpfe (2125/2119/2092 m ü. A.) - Lärcheck (2123 m ü. A.) - Predigtstuhl (2118 m ü. A.) - Kleine Halt (2116 m ü. A.) - Scheffauer (2111 m ü. A.) - Mitterkaiser (2011 m ü. A.) - Zettenkaiser (1968 m ü. A.) |

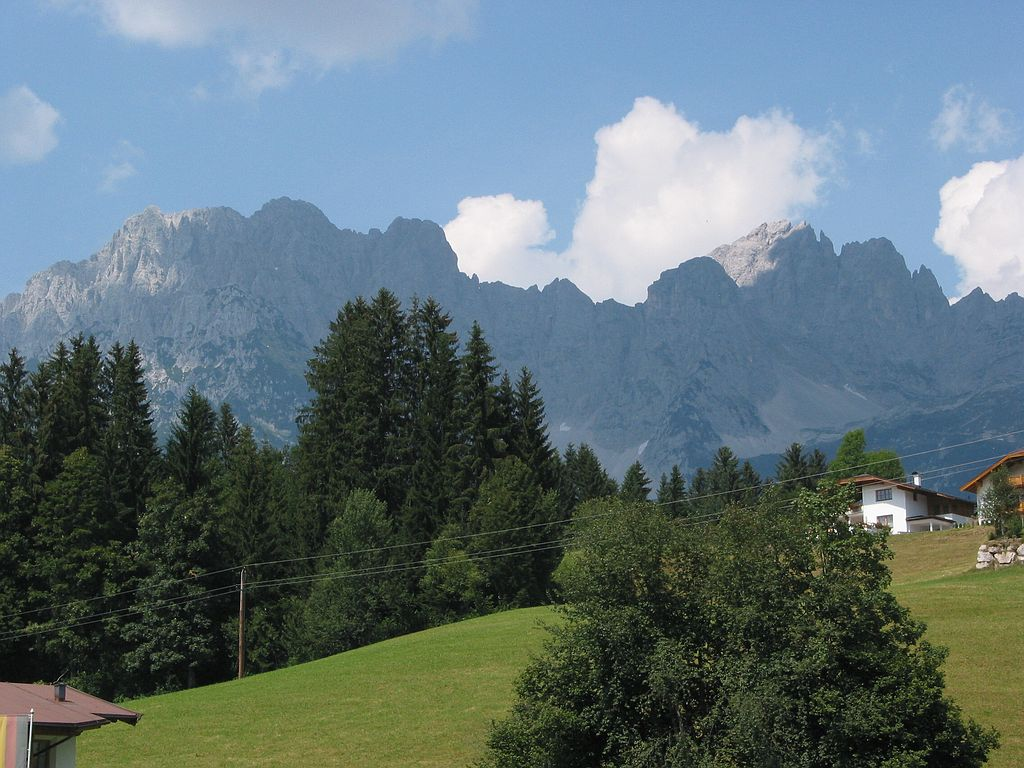
Wilder Kaiser, Südseite

Von West nach Ost gibt es folgende wichtige Übergänge im Wilden Kaiser, um vom Sölllandl ins Kaisertal bzw. Kaiserbachtal zu gelangen bzw. umgekehrt:
- Sattel am Scheffauer (etwa 2040 m ü. A.), er verbindet die Steiner Hochalm (1257 m ü. A., Südseite) mit der Steinbergalm (Kaindlhütte) (1293 m ü. A., Nordseite) über den Südsteig zum Scheffauer und den Widauersteig (Klettersteig)
- Sonneck (Direkter Übergang auf etwa 2210 m ü. A.), es verbindet die Kaiser Hochalm (1425 m ü. A., Südseite) mit dem Anton-Karg-Haus (Hinterbärenbad) (829 m ü. A., Nordseite) über den Südsteig zum Sonneck und den Güttlersteig und Bettlersteig
- Rote-Rinn-Scharte (2099 m ü. A.), sie verbindet die Gruttenhütte (1620 m ü. A.m, Südseite) mit dem Hans-Berger-Haus (Kaisertalhaus) (940 m ü. A., Nordseite) über den Gamsängersteig und die markierte Route durch die Scharlinger Böden
- Kopftörl (2058 m ü. A.m), es verbindet die Gruttenhütte (1620 m ü. A., Südseite) mit dem Hans-Berger-Haus (Kaisertalhaus) (940 m ü. A., Nordseite) über den Südsteig und die markierte Route durch den Hohen Winkel
- Ellmauer Tor (1997 m ü. A.), es verbindet die Gaudeamushütte (1270 m ü. A., Südseite) mit dem Stripsenjochhaus (1577 m ü. A., Nordseite) über den Steig durch das Kübelkar und die Steinerne Rinne sowie den Eggersteig.
- Kleines Törl (2102 m ü. A.), es verbindet die Gaudeamushütte (1270 m ü. A., Südseite) mit der Fritz-Pflaum-Hütte (1865 m ü. A., Nordseite) über den Gildensteig und den Nordsteig durch das Griesener Kar.
- Ackerlspitze (Direkter Übergang auf etwa 2315 m ü. A.), sie verbindet die Ackerlhütte (1455 m ü. A., Südseite) mit der Fritz-Pflaum-Hütte (1865 m ü. A., Nordseite) über die südliche Route via Niedersessel und Hochsessel und den Nordsteig.

### Gipfel und Übergänge im Zahmen Kaiser
| - Vordere Kesselschneid (2001 m ü. A.) - Pyramidenspitze (1998 m ü. A.) - Hintere Kesselschneid (1995 m ü. A.) - Roßkaiser (1970 m ü. A.) - Elferkogel (1916 m ü. A.) - Jovenspitze (1890 m ü. A.) | - Feldberg (1814 m ü. A.) - Stripsenkopf (1807 m ü. A.) - Petersköpfl (1745 m ü. A.) - Naunspitze (1633 m ü. A.) - Scheibenkogel (1611 m ü. A.) |

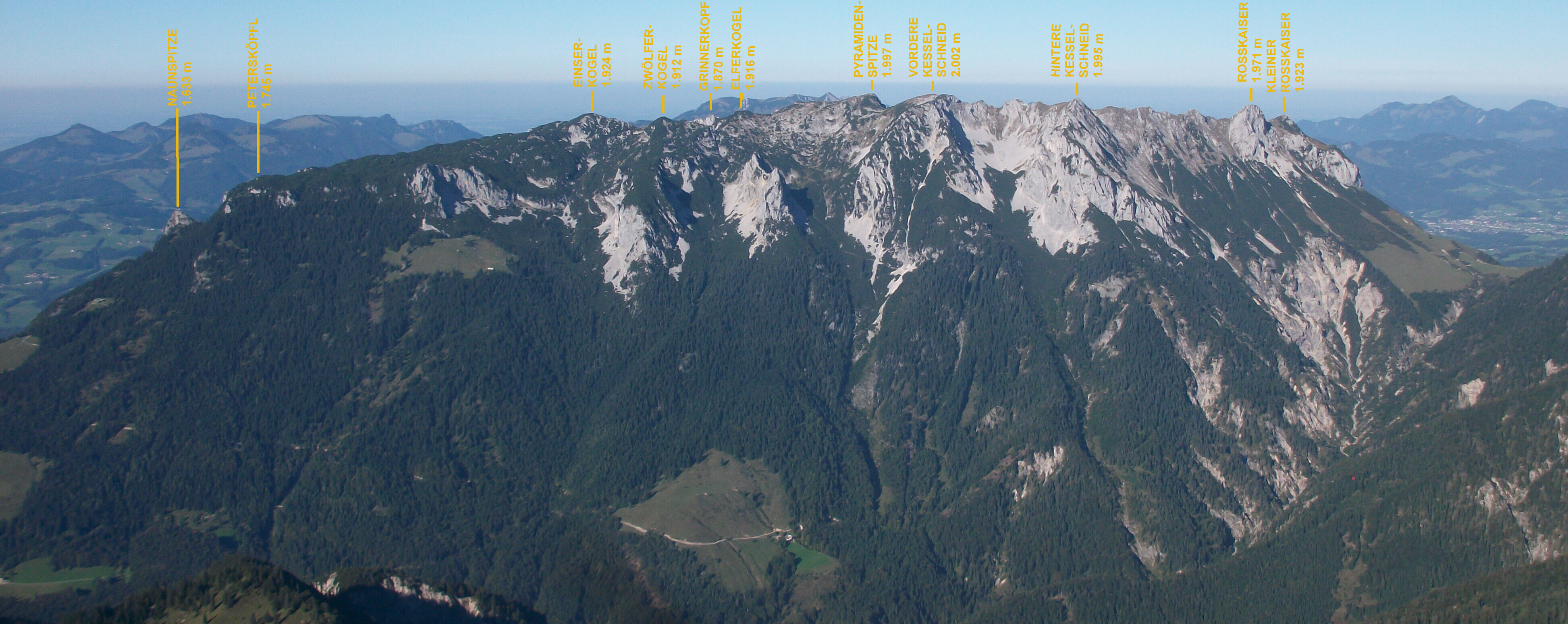
Panorama Zahmer Kaiser

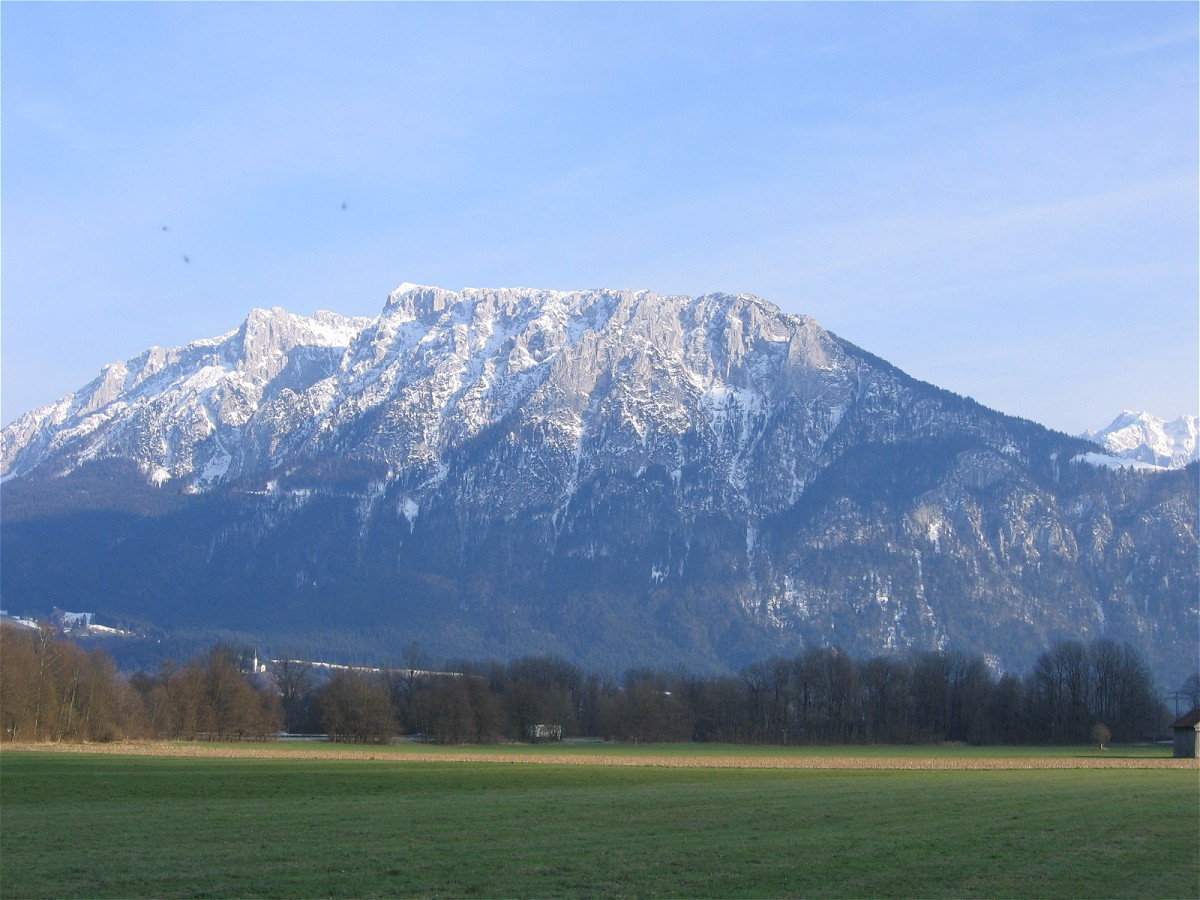
Zahmer Kaiser von Oberaudorf aus gesehen

Von West nach Ost gibt es folgende wichtige Übergänge im Zahmen Kaiser, um vom Kaisertal ins Inntal, Aschenbachtal bzw. Weißenbachtal oder Kaiserbachtal zu gelangen bzw. umgekehrt:
- Ritzaualm (1161 m ü. A.), sie verbindet den Pfandlhof (793 m ü. A., Südseite) mit dem Gasthof Schanz (471 m ü. A., Nordseite) über den Ritzaualm-Steig und den Nordsteig (Schanzerwände).
- Vogelbad (1860 m ü. A.), es verbindet die Hinterkaiserfeldenalm (1480 m ü. A., Südseite) mit der Aschinger Alm (955 m ü. A., Nordseite) über den Steig durch die Steingrube und das Eggersgrinn.
- Pyramidenspitze (1997 m ü. A.), sie verbindet das Anton-Karg-Haus (829 m ü. A., Südseite) mit der Winkelalm (1193 m ü. A., Nordseite) über den Steig durch das Ochselweidkar und den Winkelkarsteig (Klettersteig)
- Feldalmsattel (1433 m ü. A.), es verbindet das Anton-Karg-Haus (829 m ü. A., Westseite) mit der Feldalm (1302 m ü. A., Ostseite) über den Steig Richtung Ropanzen und den Steig zur Feldalm.
- Stripsenjoch (1577 m ü. A.), es verbindet das Hans-Berger-Haus (940 m ü. A., Westseite) mit der Griesner Alm (1024 m ü. A., Ostseite) über den Steig via Neustadler-Wiese und den Steig über das Wildanger und die Russnleiten.

### Klima
Das Klima im Kaisergebirge ist ein typisch alpines Klima, das kalt und gemäßigt ist. Die Winter sind schneereich und kalt, im Jänner und Februar sind Temperaturen von −3 bis −4 Grad Celsius üblich, können aber auch bis −10 Grad Celsius fallen. Die Sonnenstunden übersteigen in diesen Monaten nicht 5 Stunden am Tag. Im Sommer sind die Temperaturen angenehm warm, im Juli und August werden durchschnittlich 15 bis 16 Grad Celsius gemessen, können aber auch auf 20 Grad Celsius steigen. Der Frühling und der Herbst zeichnen sich durch mildes Wetter aus. Die Niederschlagsmengen sind im Kaisergebirge über das ganz Jahr relativ hoch, dies gilt auch für den trockensten Monat. Dies macht die Region grün und fruchtbar, kann aber auch zu heftigen Regenfällen führen. Insbesondere zwischen Mai und August fällt ausgiebiger Regen zwischen 202 mm und 229 mm, dieser kann auch mit plötzlichen Wetterumschwüngen einhergehen.
Beispielhaft für das Klima wird hier Kufstein gezeigt, das über Klimadaten verfügt. Die folgenden Werte sind die Durchschnittswerte zwischen 1971 und 2000.
|                       | Jan  | Feb  | Mär  | Apr  | Mai   | Jun   | Jul   | Aug   | Sep   | Okt  | Nov  | Dez  |   |         |
| Mittl. Tagesmax. (°C) | 2,1  | 4,6  | 9,7  | 13,8 | 19,2  | 21,3  | 23,5  | 23,2  | 19,4  | 14,2 | 6,9  | 2,6  | ⌀ | 13,4    |
| Mittl. Tagesmin. (°C) | −4,4 | −3,2 | 0,1  | 3,2  | 7,7   | 10,9  | 12,9  | 12,8  | 9,6   | 5,4  | 0,3  | −3,1 | ⌀ | 4,4     |
|                       |      |      |      |      |       |       |       |       |       |      |      |      |   |         |
| Niederschlag (mm)     | 81,3 | 72,0 | 93,3 | 95,4 | 109,8 | 155,4 | 175,4 | 152,5 | 102,3 | 73,1 | 95,2 | 88   | Σ | 1.293,7 |
|                       |      |      |      |      |       |       |       |       |       |      |      |      |   |         |
| Luftfeuchtigkeit (%)  | 71,3 | 62,0 | 53,1 | 49,0 | 48,4  | 53,1  | 54,0  | 55,4  | 58,2  | 61,1 | 69,9 | 75,9 | ⌀ | 59,3    |

| −4,4 |

| −3,2 |

| 0,1 |

| 3,2 |

| 7,7 |

| 10,9 |

| 12,9 |

| 12,8 |

| 9,6 |

| 5,4 |

| 0,3 |

| −3,1 |

| −4,4 |

| −3,2 |

| 0,1 |

| 3,2 |

| 7,7 |

| 10,9 |

| 12,9 |

| 12,8 |

| 9,6 |

| 5,4 |

| 0,3 |

| −3,1 |

| N i e d e r s c h l a g | 81,3 | 72,0 | 93,3 | 95,4 | 109,8 | 155,4 | 175,4 | 152,5 | 102,3 | 73,1 | 95,2 | 88  |
|                         | Jan  | Feb  | Mär  | Apr  | Mai   | Jun   | Jul   | Aug   | Sep   | Okt  | Nov  | Dez |

Der Klimawandel wird auch im Kaisergebirge zu spüren sein, insbesondere da sich die Region durch eine kurze Vegetationsperiode, hohe Frosthäufigkeit und große Niederschlagsmengen auszeichnet. Der von den Klimamodellen am besten abgebildete Parameter ist die Temperatur, diese wird auch in den nächsten Jahrzehnten um 0,3 bis 0,4 Grad Celsius pro Jahrzehnt steigen. Daher kann die Temperatur in der Region zwischen 2041 und 2070 um +1,2 bis +2,2 Grad Celsius höher liegen als heute. Dadurch verlängert sich die Vegetationsperiode um etwa 4 Wochen und dauert dann im Mittel 7 Monate. Sie wird im Frühjahr um 2 Wochen früher beginnen und sich auch in den Herbst hinein verlängern. Dadurch steigt auch das Risiko von Dürren im Sommer. Waren in der Vergangenheit Dürren im statistischen Mittel nur alle 10 Jahre zu erwarten, kann sich dies auf 4 Jahre im Mittel verkürzen. Die Niederschläge werden nicht mehr so gleichmäßig verteilt sein, zu den Dürren wird auch Starkregen häufiger auftreten. Trifft Starkregen auf einen sehr trockenen Boden, sind negative Ereignisse wie Hangwässer, Bodenerosion, Überschwemmungen und Massenbewegungen von Boden wahrscheinlicher.

## Naturschutzgebiet Kaisergebirge
Bereits in den 1920er Jahren forderten einzelne Naturliebhaber, darunter auch der „Kaiserpapst“ Franz Nieberl, einen stärkeren Schutz des einzigartigen Naturraumes des Kaisergebirges. Primäres Ziel dieses Schutzes sollte es sein, eine Übererschließung des Kaisergebirges durch Seilbahnen und Straßen zu verhindern. In der damaligen Zeit war solchen Überlegungen noch kein Erfolg beschieden. 1961 wurde dann nach einer Volksbefragung beschlossen, ein Naturschutzgebiet einzurichten, das am 19. April 1963 offiziell eröffnet wurde.
Das Naturschutzgebiet Kaisergebirge, das sämtliche Gipfel des Wilden und des Zahmen Kaisers umfasst, hat eine Größe von 102 km² und liegt auf den Flächen der Gemeinden Kufstein, St. Johann in Tirol, Ebbs, Ellmau, Going, Kirchdorf in Tirol, Scheffau und Walchsee und erstreckt sich von einer Höhe von 480 m bis zu einer Höhe von 2344 m an der Ellmauer Halt. Als einzige künstliche Aufstiegshilfe existiert im Naturschutzgebiet ein Sessellift zum Brentenjoch (Kaiserlift Kufstein), der zwischen August 2014 und April 2015 umfassend saniert wurde und am 1. Mai 2015 seinen Betrieb wieder aufgenommen hat. Weitere Liftprojekte wurden wegen des Naturschutzgebietes nicht realisiert. Lange wurde auch der Bau einer Straße in das Kaisertal sehr kontrovers diskutiert, das Kaisertal war das einzige bewohnte Tal in Österreich ohne Straßenanbindung. Die Kaisertalstraße, welche jetzt von Ebbs aus durch den Annatunnel (Länge 813 m) ins Kaisertal führt, wurde am 31. Mai 2008 eröffnet. Sie wurde von der Gemeinde Ebbs als Privatstraße errichtet und darf nur von einem sehr engen Kreis von Berechtigten – wie Bewohnern, Bewirtschaftern, Behörden und Organisationen mit Sicherheitsaufgaben – benutzt werden.

## Pflanzen- und Tierwelt
Die Flora und Fauna des Naturschutzgebietes ist sehr reichhaltig.
Im Kaisergebirge existieren etwa 940 Blütenpflanzenarten, 38 Farnarten und über 400 Moosarten. Auch die Pilz- und Flechtenbestände sind sehr reichhaltig mit je 100 bzw. 236 verschiedenen Arten vertreten. In der Waldregion findet man häufig Mischwälder aus Buche, Weiß-Tanne (Abies alba) und Gemeine Fichte (Picea abies). Im submontanen Bereich findet man auch Gemeine Esche (Fraxinus excelsior) und Bergahorn, in sonnigen Bereichen auch Erlen. In den Almregionen findet man typische Mähwiesen, sowie Magerrasen und Weiden. In den subalpinen Bereichen findet man die typischen Zwergstrauchwuchsformen wie Latsche und Bewimperte Alpenrose sowie die seltene Zwergalpenrose. Es gibt verschiedene Seggengesellschaften; die Polsterseggenrasen findet man bis in die Gipfelregionen. Diverse Feuchtgebiete sind ebenfalls mit typischem Pflanzenbesatz vorhanden.
Als Produkt eiszeitlicher Prozesse finden sich im Kaisergebirge eine Reihe seltener, teils endemischer Wirbelloser, wie z. B. Allobobophora smaragdina (ein Regenwurm), eine Schließmundschneckenart, sowie einige Spinnen und Falterarten. Typische Wirbeltiere sind Alpen- und Feuersalamander, Schlingnatter, Kreuzotter (ungewöhnliche Farbvarianten), Siebenschläfer, Haselmaus und Rötelmaus. In höheren Regionen findet man Gämse, Hermelin, Schneemaus und Schneehase. Typische Vögel sind der Waldlaubsänger, der Zwergschnäpper (für Nordtirol endemisch), Alpendohle, Kolkrabe, Felsenschwalbe, Weidenmeise, Alpenbirkenzeisig, Alpenbraunelle, Mauerläufer, sowie Birk-, Auer- und Alpenschneehuhn. An Greifvögeln kommen vor der Habicht, Sperber, Steinadler, Waldkauz, Sperlingskauz und Raufußkauz.

## Geologie und Hydrologie
Der Kaiser gehört zu den nördlichen Kalkalpen und besteht vor allem aus Wettersteinkalk und Dolomit. Der Wettersteinkalk hat eine maximale Dicke von etwa 1000 m, was der Maximalhöhe der Felsabbrüche des Kaisergebirges entspricht. Die jüngeren Dolomite sind vor allem in den Mulden der Täler zu finden. Als Überbleibsel der Würmeiszeit finden sich ausgedehnte Moränenfelder. Entwässert wird das Kaisergebirge im Westen durch den Sparchenbach, der das Kaisertal durchfließt und später im Inn mündet, im Osten durch den Kaiserbach, der durch das Kaiserbachtal fließt und über den Kohlenbach in die Großache im Leukental mündet, und damit später in den Chiemsee fließt, sowie im Norden durch den Weissenbach und im Süden der Bereich westlich des sogenannten „Ellmauer-Tores“ von der Weißache, die ebenfalls in den Inn mündet, und östlich des „Ellmauer-Tores“ (Wasserscheide Ellmauer Tor) durch den Goinger Hausbach, bzw. den Rettenbach, welche beide in die Reither Ache, und damit später in die Großache und in der Folge in den Chiemsee münden. Zwischen Fleischbank und dem Totenkirchl befindet sich ein kleiner Kargletscher „Schneeloch“, der bei weiter steigenden Durchschnittstemperaturen bald verschwunden sein dürfte. Ganz im Westen des Gebirges befindet sich der als Badesee genutzte Hintersteiner See.

## Geschichte

### Besiedlung
Die ersten Funde menschlicher Besiedlung im Kaisergebirge reichen 4000 bis 5000 Jahre zurück. Hierbei handelt es sich um bronzezeitliche Keramik in der Tischofer Höhle. Früher wurde die Höhle schon von steinzeitlichen Jägern besucht. Das beweisen Funde von Lautscher Spitzen, die ein Alter von etwa 27.000 bis 28.000 Jahren aufweisen. Damit stellt die Tischofer Höhle die bislang älteste, nachgewiesene Fundstelle menschlicher Erzeugnisse in Tirol dar.
Urkundliche Belege für eine Besiedlung des Kaisertals im Mittelalter reichen mindestens bis ins Jahr 1430 zurück. Aus diesem Jahr datiert ein Kaufvertrag für einen Bauernhof namens „Hinterkaiser“. Der Name „Kaiser“ für das Gebiet ist älter und findet sich schon im Jahre 1240 in einem Kitzbüheler Güterverzeichnis, wo von einer „Gamsgiayt an dem Chaiser“ die Rede ist. 1611 findet sich in den Landkarten Matthias Burgklehners die Bildbeischrift „Es ist in der Herrschaft Khueffstein der Kayser, ein sehr hoches Gepürg, so einer kaiserlichen Cron gleich ist, seiner vilfeltigen Zinggen halber, dann auch, dass er in der Heche vil Meils Wegs weit, als ob er rund und gekrönt ware, gesehen wird.“

### Besteigungsgeschichte
Die touristische Erschließung beginnt im Kaisergebirge in der zweiten Hälfte des 19. Jahrhunderts. Auf diese Zeit bis um die Jahrhundertwende entfallen auch die meisten dokumentierten Erstbesteigungen von Gipfeln. Es ist aber anzunehmen, dass die meisten Gipfel schon vorher sporadisch von Einheimischen bestiegen wurden, ohne dass dies je dokumentiert worden wäre. Vor allem in der Zeit des ausgehenden 19. Jahrhunderts bis zum Ersten Weltkrieg waren die Kalkwände des Wilden Kaisers die Wiege der Münchner Kletterszene, in denen bekannte Kletterpioniere wie Hans Dülfer damals völlig neuartige Klettertechniken und -stile entwickelten. Die im Wesentlichen vor dem Ersten Weltkrieg entwickelten, teilweise ausgesprochen technikfixierten Kletterstile und -techniken prägten das Klettern im Kaiser bis in die 1960er Jahre hinein. 1977 wurde mit der Freibegehung der „Pumprisse“ durch Reinhard Karl und Helmut Kiene an der Fleischbank der VII. Grad eingeführt. In den 1970er und 1980er Jahren wurden eine ganze Reihe teilweise extrem schwieriger Sportkletterrouten im Kaisergebirge eröffnet. Die höchsten Schwierigkeiten erreicht derzeit die Route „Des Kaisers neue Kleider“ von Stefan Glowacz mit X+ am Fleischbankpfeiler. Der Geschichte der Erschließung des Kaisergebirges ist ein Ausstellungsschwerpunkt im Museum St. Johann in Tirol gewidmet.

## Alpinismus
Das Kaisergebirge beheimatet hohe Wandfluchten, tief eingeschnitte Täler und Schluchten, aber auch eher sanfte Bergkuppen und Almen. Die Landschaft ist abwechslungsreich mit einem großen Formenreichtum und bietet sowohl für moderate Wanderer bis zu Extremkletterern ein reiches Betätigungsfeld. Durch seine Lage in der Nähe zu München und Salzburg ist das Gebirge leicht zu erreichen und dementsprechend beliebt. In der Hochsaison und an Wochenenden können daher Schutzhütten und einige beliebte Touren überlaufen sein.

### Wandern
Gängige Wanderführer weisen 60 und mehr Wanderungen im Kaisergebirge aus. Durch die guten Möglichkeiten, die gute Erschließung und durch die Nähe zu Deutschland sind Wanderungen im Kaiser beliebt und werden häufig begangen. Es gibt sowohl moderate bis sehr schwierige Touren, wobei die eher schwierigen Wege dominieren. Die zahlreichen Hütten können als Stützpunkte dienen.
Eine eher moderate Tour ist die Wanderung von Kufstein ausgehend in das Kaisertal und den Kessel des Hinterbärenbads. Diese Tour ist etwas länger, sie dauert ca. 5,5 Stunden, es sind aber nur 580 Höhenmeter zu überwinden.
Eine bereits deutlich anspruchsvollere Tour ist die Wanderung auf den Stripsenkopf und den Feldberg. Auf dieser Wanderung öffnen sich bemerkenswerte Ausblicke auf das Ellmauer Tor und die Steinerne Rinne, besonders der Weg von der Griesenalm zum Stripsenjochhaus ist dafür bekannt. Die Wege sind bei dieser Tour bereits deutlich ausgesetzter und schwieriger. Für die gesamte Rundtour sind 1070 Höhenmeter zu bewältigen, die nicht unter 6 Stunden Wanderzeit benötigen. Die Wanderung durch die Steinerne Rinne führt entlang der großen Wände des Wilden Kaisers wie Predigtstuhl, Fleischbank und Christaturm. Es zeigt sich der ernste und wilde Charakter dieses Gebirges. Absolute Trittsicherheit ist für diese schwierige Tour notwendig, es sind bis zur Hinteren Goinger Halt etwa 1230 Höhenmeter zu bestreiten.
Der Nordalpenweg, ein österreichischer Weitwanderweg vom Neusiedler See zum Bodensee, durchquert das Kaisergebirge von Ost nach West. Die ersten beiden Etappen des Weitwanderweges Adlerweg führen entlang der Südhänge des Kaisergebirges von St. Johann in Tirol als Wilder-Kaiser-Steig über die Gaudeamushütte, Gruttenhütte, Kaiser-Hochalm und Walleralm zum Hintersteiner See.

### Winterwandern
Rund um den Wilden Kaiser befinden sich auch eine ganze Reihe von lohnenden Zielen für das Winterwandern, in vielen Fällen liegt auch eine im Winter geöffnete Einkehrmöglichkeit am Weg. So gibt es rund um den Walchsee einige Touren wie die Wanderung zur Wandberghütte, der Seerundgang, die Wanderung zur Lippenalm oder über Buchberg zur Aschingeralm. Von Kufstein aus kann man zum Berghaus Aschenbrenner oder zum Hinterduxerhof wandern. Auch eine Tour durch das Kaisertal ist im Winter möglich. Von Ellmau/Going bietet sich eine Tour zum Graspoint-Niederalm, zur Brenneralm oder zur Haflingertränke Grubhof an.

### Klettersteige
Ein leichter Klettersteig ist die Rundtour übers Klamml zur Gruttenhütte und von dort über den Jubiläumssteig zur Gaudeamushütte. Es ist eine Wanderung durch das Hochgebirge mit einigen leichten Klettersteigpassagen, die Trittsicherheit verlangen. Es ist aber eine eher kurze Tour, bei der ein Höhenunterschied von 630 m bewerkstelligt werden muss, der etwa 3,5 Stunden benötigt. Ein anspruchsvoller Klettersteig ist die Tour auf den höchsten Kaisergipfel, der Ellmauer Halt, der Gamsängersteig. Die Ellmauer Halt zählt zu den am meisten besuchten Gipfel des Kaisergebirges und bietet einen schönen Rundblick. Dementsprechend beliebt ist der Gipfel und daher kann es am Klettersteig in der Hochsaison an Wochenenden voll werden. Der Steig ist mit Drahtseilen und Eisenbügeln gesichert, verlangt aber Erfahrung und Ausdauer. Es sind 1260 Höhenmeter zu überwinden und man ist mehr als 7 Stunden unterwegs.

### Alpines Klettern
Die großen Wände des Kaisergebirges bieten eine Vielzahl an alpinen Kletterrouten, aktuelle Führer listen über 200. Die Wände waren bereits vor dem Ersten Weltkrieg und in der Zwischenkriegszeit wesentlich für die Entwicklung des Kletterns in den Ostalpen. Pioniere des Kletterns wie Paul Preuß, Hans Dülfer oder Franz Nieberl mit ihren ebenfalls klettertechnisch begabten Gefährtinnen wie Emmy Eisenberg oder Hanne Franz haben viele Touren im Kaisergebirge eröffnet. So eröffnete Dülfer 1912 eine Route durch die Fleischbank-Ostwand und 1913 durch die Westwand des Totenkirchls. Beide gehören heute zu den Klassikern. In den 40er Jahren waren es Kletterlegenden wie Hermann Buhl, die ebenfalls im Kaisergebirge unterwegs waren.
Wesentliche frühe Klassiker in moderaten Schwierigkeiten sind:
- die Westwand des Totenkirchls (UIAA 5+, 400m), erstbegangen durch Hans Dülfer und Willi v. Redwitz am 26.9.1913, diese Route galt als Meilenstein des Kletterns[19]
- die Ostwand, heute Dülfer genannt, der Fleischbank (UIAA 5, A0, 350 m), erstbegangen von Hans Dülfer und W. Schaarschmidt am 15.6.1912[21]
- die Südost-Verschneidung an der Fleischbank (UIAA 6, A1, 300m), erstbegangen von P. Moser und W. Weiß am 2.7.1944[22]
- die Westwand, heute Lucke-Strobl-Riß genannt, am Bauernpredigtstuhl (UIAA 6-, A0, 220 m), erstbegangen von K. Lucke und H. Strobl am 29.6.1947[23]
- die Westwand, heute Buhl genannt, an der Maukspitze (UIAA 6, A1, 350 m), erstbegangen durch Hermann Buhl, H. Reischl und Wastl Weiß am 22.8.1943[20]

Wesentliche Routen in den oberen Schwierigkeitsgraden sind:
- die Pumprisse an der Fleischbank (UIAA 7-, A2, 300 m), erstbegangen durch Reinhard Karl und Helmut Kiene am 2. Juni 1977.[24] Die Pumprisse waren die erste Mehrseillängentour in den Alpen im 7. Grad und haben damit Klettergeschichte geschrieben.[25]
- die Route Des Kaisers neue Kleider  am Fleischbankpfeiler (UIAA 10+, 355 m), erstbegangen von Stefan Glowacz und Wolfgang Müller 1994 galt lange als schwierigste Alpintour, bis 2013 gab es nur 5 Wiederholungen.[26] Diese Route gehört zu der sogenannten Trilogie der drei schwersten Toprouten in den Alpen.[27]

In den 2010er Jahren kamen noch Routen in den obersten Schwierigkeitsklassen dazu. Eine wesentliche Route ist
- Delirium (UIAA 10+, 350 m) in der Fleischbank Ostwand, erstbegangen von Roland Hemetzberger und Gefährten 2014.[28]

### Sportklettergebiete
Im Kaisergebirge wurden auch einige Sportklettergebiete eröffnet, wie der Kaiserklettergarten, der Klettergarten Achleiten und Multerkarwand sowie Schleierwasserfall und Wilderer Kanzel. Diese bieten etwa 300 Routen in unterschiedlichen Schwierigkeitsgraden.

### Wintersport
Im Süden des Wilden Kaisers hat sich das Wintersportgebiet "Wilder Kaiser - Brixental"  mit den Hauptorten Scheffau, Ellmau, Going, Söll und einigen südlicher gelegenen Orten etabliert. Hier wird alpines Schifahren auf Pisten mit unterschiedlichen Schwierigkeiten angeboten. Außerdem gibt es Langlaufloipen und Rodelpisten.

## Bildergalerie

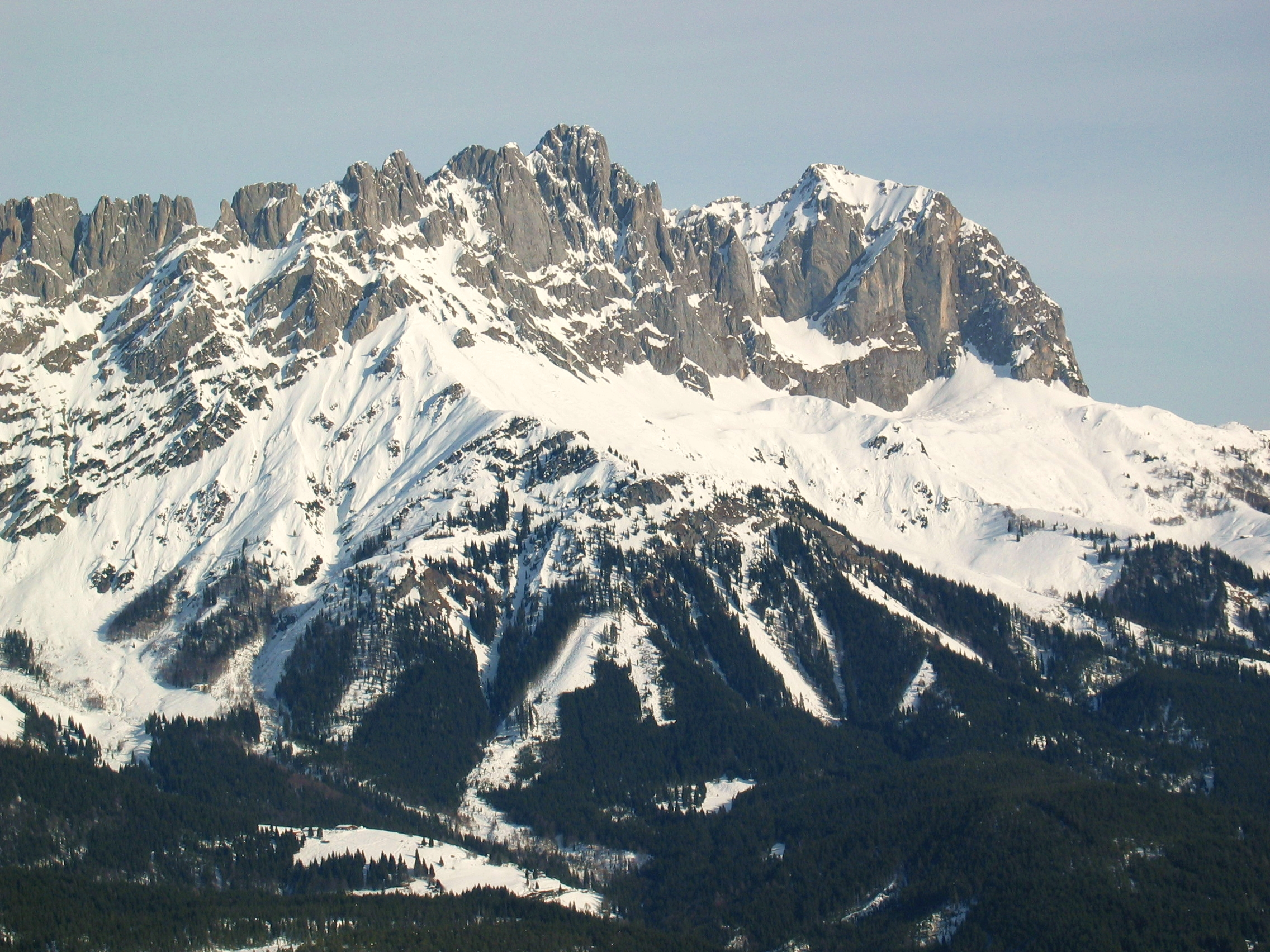
Wilder Kaiser, Südseite (Ackerlspitze und Maukspitze)
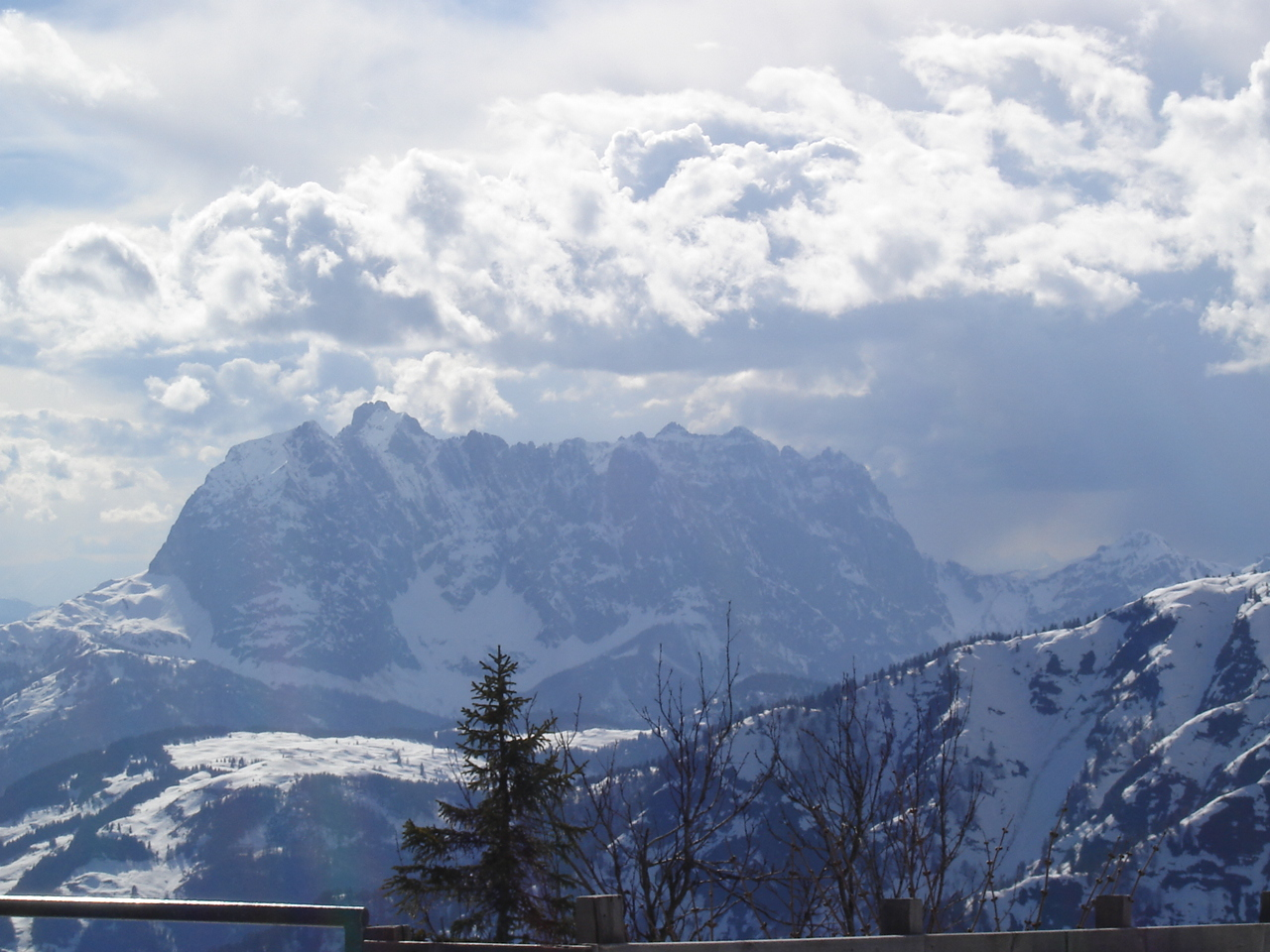
Wilder Kaiser, Ostseite
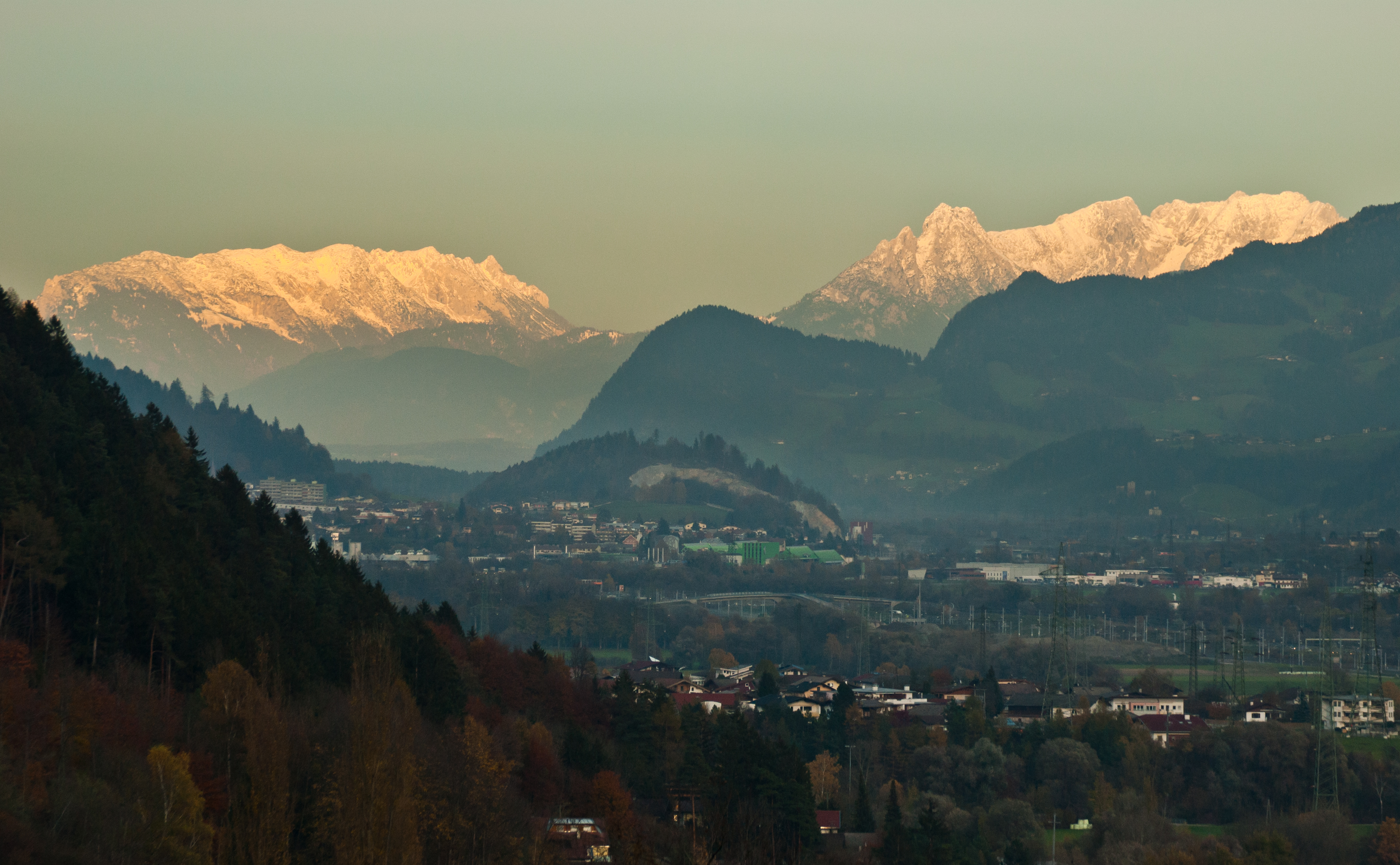
Zahmer und Wilder Kaiser von Westen gesehen
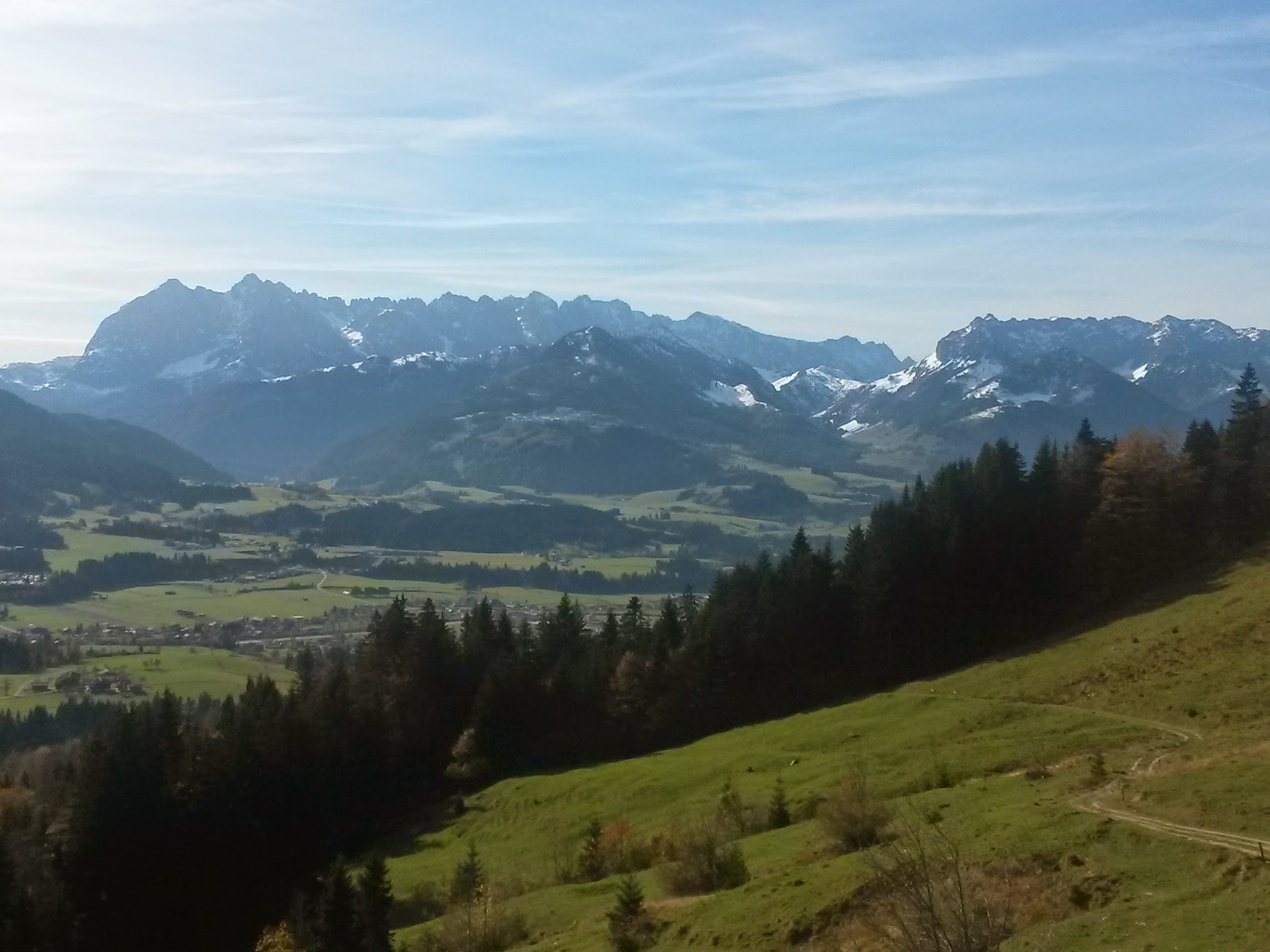
Wilder und Zahmer Kaiser von Kössen/Nord-Ost gesehen

## Hütten
- Alpenvereinshäuser: Vorderkaiserfeldenhütte, Anton-Karg-Haus/Hinterbärenbad, Stripsenjochhaus, Gaudeamushütte, Gruttenhütte, Fritz-Pflaum-Hütte, Ackerlhütte
- Naturfreundehaus: Hans-Berger-Haus
- Privathäuser: Berghaus Aschenbrenner, Brentenjochhütte (Weinbergerhaus), Fischbachalm, Griesner Alm, Kaindlhütte, Pfandlhof, Riedlhütte, Ritzaualm, Veitenhof, Walleralm, Wochenbrunneralm